# Campodorus pictipes
Campodorus pictipes là một loài tò vò trong họ Ichneumonidae.